# Sammichele di Bari
Sammichele di Bari község (comune) Olaszország Puglia régiójában, Bari megyében.

## Fekvése
Baritól délre, a Taranto felé vezető főút mentén, a Murgia dombos vidékén fekszik.

## Története
A település melletti Monte Sannace nevű dombon egy nagy peucetius nekropoliszt tártak fel, egy közeli menhír azonban arról tanúskodik, hogy vidék valószínűleg már a neolitikum végén lakott volt. A település első írásos említése 1158-ból származik.

## Népessége
A lakosság számának alakulása:

## Főbb látnivalói
- Maria Santissima del Carmelo-templom